# Schistochila quadrifida
Schistochila quadrifida là một loài rêu trong họ Schistochilaceae. Loài này được A. Evans mô tả khoa học đầu tiên năm 1892.